# バラン (ダイの大冒険)
バランは、三条陸（原作）と稲田浩司（作画）による漫画、およびそれを原作とするアニメ『DRAGON QUEST -ダイの大冒険-』の登場する架空の人物。
アニメでの声優は石塚運昇（1991年版）、速水奨（2020年版）。

## 概要
魔王軍の超竜軍団長であり、一般に「竜騎将バラン」と呼ばれる。その正体は最後の純血の「竜の騎士」にして、本作の主人公・ダイ（本名：ディーノ）の父親。壮年の男性のような風貌をしているが、当初より魔王軍において最強と目され、竜の騎士であることが明らかになる以前から人間として扱われていなかった。柄に竜の意匠が施された専用の剣「真魔剛竜剣」を武器として使用し、左目には「竜の牙（ドラゴンファング）」という金色の飾りを付けている。
竜の騎士の力を恐れた人間の迫害により妻のソアラを亡くし、愛する息子とも生き別れて絶望していた折に、大魔王バーンからの誘いを受け、配下である「竜騎衆」と共に魔王軍に加わる。その後、消息不明だった息子のダイと再会を果たすも、人間のために戦うダイとは敵同士であったために、骨肉の死闘を演じることとなった。

## 性格・人物
基本的には、弱者を必要以上に傷つけたり、卑怯な戦い方をすることを好まない武人気質の持ち主。若い頃は人間から迫害を受けても一切反撃せず、妻のソアラと息子のダイを守るためならば処刑されることも厭わないなど、思慮深く献身的な性格であった。しかし、バランの公開処刑の日、ソアラはバランを狙って放たれた攻撃呪文を受けて死亡する。人間の身勝手さに失望し、強い憎しみを抱いたバランは、以後「人間を滅ぼす」ことを目的とし、自身の邪魔をする者は容赦しない冷酷な性格へと変貌した。
しかし、武人としての誇りを捨て去ったわけではなく、強者に対しては種族を問わず敬意を払う。ダイに味方した獣王クロコダインと戦闘になった際には、魔王軍の六軍団長では彼を一番買っていたと話す。また、不死騎団長であったヒュンケルに対しても、その武人然とした態度と実力を評価しつつ、人間の手によりモンスターである育ての父を奪われたという過去にも共感を抱いていた。
また、自身と境遇を近しくするものたちへの共感が深く、特に人間と魔族の混血児であることを理由に迫害され、人間の母親を失った過去を持つ竜騎衆のラーハルトに対しては、自身の過去を打ち明けるとともに、後に彼へ遺した手紙では「私のもう1人の息子」と記すほど深い愛情を抱いていた。ラーハルト自身もバランを父のように慕い、彼の死後は息子であるダイのために命を賭けて戦った。
竜の騎士は、歴代の竜の騎士が蓄積してきた戦闘経験である「闘いの遺伝子」を生まれつき持っており、バランも戦士として極めて高い実力を有している。自身と同じく魔王軍の軍団長であった、ヒュンケルやクロコダインを相手にしても一方的に叩きのめし、彼らに「こいつには勝てない」「強さの次元が違う」と言わしめた。また、死神キルバーンに命を狙われた際は手も足も出させずに一瞬で胴切りにしたほか、実力で上回っている大魔王バーンも「ハドラーに代わって魔軍司令を任せてもよい」と評価するとともに、「余に逆らいうる地上唯一の男」としてバランが持つ潜在的な力を警戒していた。強さだけでなく頭脳面でも優れており、人間たるカール王国の騎士団長を「手強し」と見て剣による接近戦をあえて避け、一種の飛び道具たる額から発する竜闘気で倒したり、ダイとの対決でも片膝をついたと見せかけて油断を誘って紋章閃で攻撃して形勢を逆転したり、二人の紋章の力で通信ができることを見抜いたり、ハドラーの剣の攻略方法や黒の核晶の対処法を即座に思いついたり、アバンストラッシュの特性を一度くらっただけやヒュンケルと対峙した時には即座に技の特性を見抜いたりなど、分析能力も並外れていて作中ではかなりの切れ者として描かれており、バーンもバランに対しては「思いもよらぬ戦い方をしてくるかもしれない」と力以外でも警戒していた。
しかし、その圧倒的な実力ゆえか、ハドラー親衛騎団の僧正フェンブレンの奇襲攻撃に手こずったり、超魔生物となったハドラーの実力を甘く見積もったりするなど、格下と見た相手との戦いにおいてはやや油断が目立つところもある。一方、単身で襲撃をかけてきたポップについて｢見かけによらず強力な呪文を使う｣｢決死の覚悟で抵抗する人間は手強い｣と配下である竜騎衆に助言しており、指揮官としての立場に立った場合は用心深くなる側面もある。
ソアラとの新婚生活の回想では、ダイの子守りに失敗してはソアラに叱られている。日常生活の子育てにおいては、彼も人間の父親同様に苦戦していたことがうかがえる。竜の騎士は「死期が迫ればその魂は聖母竜が宿す次代の騎士に還り、先代から竜の紋章を受け継いで生まれた子供は生みの親を持たないため地上の人間に育てられて成人する」という特殊な過程を経て世代交代するため、竜の騎士そのものにとって、我が子を育てる経験自体が皆無であったとみられる。バラン自身も、自分が子供を授かったことに驚いている。

## 竜魔人
竜の騎士の最強戦闘形態（マックスバトルフォーム）が「竜魔人」と呼ばれる姿である。バランが左目に付けていた「竜の牙」を握り締めて天に掲げ、雷をその身に受けることにより、竜・魔族・人の3つの力を持つ竜魔人に姿を変える。この変身により、血の色が人の赤から魔族の青へと変化し、容貌も背中に竜の翼を持つ人型の魔獣のような姿と化す。その力は「竜と人と魔族の神により生み出された究極の生物」と呼ばれるに相応しく、作中ではほぼ全ての相手を圧倒する超常的な強さを誇り、大魔王バーンの放った魔法力すらも跳ね返すことができる。また、この形態でのみ、竜の騎士の秘呪文である竜闘気砲呪文（ドルオーラ）が使用可能となる。
竜魔人の力はあまりに強大であるため、変身後の竜の騎士は自らの意思で力をセーブすることができなくなり、ただ目の前の敵を全滅しようとするだけの存在となる。バランも「たとえ針の先でつついたほどの攻撃でも、竜魔人と化した私は猛然と反撃し、この場にいるディーノ（ダイ）以外の者をズタズタにひねり殺すだろう」「ケガ人だろうが未熟者だろうが手加減などしてやれんのだ」と話し、実際に、魔法力が尽きたうえ負傷し退こうとしているポップを紋章閃で背後から撃ち抜いて重傷を負わせている。
実子であるダイを相手にした際には、人間の心が表出し一時的に落ち着いたものの、戦闘が激化すると竜魔人の戦闘力を容赦なく発揮してダイを殺そうとした。バラン自身の剛毅かつ沈着な性格や、人間の迫害に起因して行方不明となったダイを長年探し求めていた過去からは考えにくいことであるが、この点からも竜魔人に変身することで闘争心が増大し、理性が失われるという精神的な影響が窺われる。
圧倒的な戦闘力を有するバランだが、ダイ達との最終決戦において大魔王バーンは「（バランは）たとえ竜魔人と化しても余と戦える相手ではないだろうが」と話し、双竜紋を備えたダイは「敵に対する底知れぬ殺気」以外のあらゆる点でバランに勝ると評価した。ただし、竜魔人バランの紋章パワーが全てダイに上乗せされていると勘違いしていた上での発言である。（双竜紋ダイが引き出していたのは、バランの紋章の3〜4割程度で、竜魔人のパワーは上乗せされてなかった）。なお、ダイが竜魔人となったときの血の色は原作では白黒のため不明だったが、新アニメ版で赤のままであることが判明している。
それもあってか、かつてバランと死闘を繰り広げた冥竜王ヴェルザーは、戦意を喪失し呆然としていた時点のダイを一瞥し「バランに遠く及ばない」と述べている。後にバランの紋章の全てを解放し、全てを捨てる覚悟で奮起・竜魔人化したダイによってバーンが追い詰められていることを察知し、「竜の騎士の息子は、それほどの相手か」と評価を改めている。

尚、単純にダイの紋章パワー10割とバランの紋章パワーの3〜4割が同じならば、ダイの力が10として、双竜紋ダイの力は20である。そして、比率により竜魔人バランの力は25〜33にもなり双竜紋ダイの力を上回ることになる。素手で覇者の剣を持った超魔生物ハドラーを子供扱いした強さならば、これはあり得ないほどの数字ではない
。

## 劇中での軌跡
ハドラーが魔王として地上を席巻していた頃、世界のバランスを崩す者を制裁するはずの竜の騎士は現れず、ハドラーを倒したのは人間の勇者アバンであった。その頃、バランはより強大な敵：冥竜王ヴェルザーと魔界で戦っていたからである。ヴェルザーは地上界支配をもくろむ最後の智慧ある竜であり、劇中ではヴェルザーに比べればハドラーなど黙殺してもやむを得ない小物とされている。
ヴェルザーを死闘のすえ滅ぼしたバランは地上に戻るも瀕死の重傷を負っており、竜の騎士の力を回復するという奇跡の泉に向かうも、たどり着く直前で倒れてしまう。その時にアルキード王国の王女であるソアラに命を救われ、バランはソアラと恋に落ちる。ソアラに招かれてアルキードの城に入った彼は、ソアラとの仲もますます深まり、次期国王としての人生を歩むかと思われた。
だが、見ず知らずの彼を快く思わぬアルキードの家臣たちは、アルキード王にバランが人間ではないと讒言し、それを信じたアルキード王はバランを城から追放する。バランはソアラに別れを告げ、一人アルキードを去ろうするも、ソアラに子を宿していると打ち明けられて彼女と共にテラン王国の森深くへ逃げのびる。潜伏生活の中で、彼らの息子：ディーノ（ダイ）が生を受け、バランとソアラはひとときの安息を得る。
しかし、魔物に王女を奪われては国の名折れと激怒したアルキード王は、バラン達の居場所をつきとめ大軍で包囲する。バランは妻子の安全を条件に投降するが、ダイは異国の地へ流され、自身は公開処刑されることとなる。そして処刑当日、バランを狙って放たれた攻撃呪文は、突如バランをかばったソアラに命中し、バランの腕の中でソアラは息絶えてしまう。アルキード王はソアラを恥さらしと罵倒するが、その態度に激怒したバランは竜の騎士の力を開放し、アルキード王国を大地ごと消滅させる。
異国へ送られたダイを乗せた船は難破しており、バランは世界中を探したものの再会は叶わなかった。愛する妻と我が子を奪われ、人間の自分勝手さに絶望していたバランに、大魔王バーンが「人間は地上を汚す生物、人間を滅ぼし地上に理想郷を築く」と伝えて協力を求める。バーンの誘いに応じたバランは魔王軍へ加わり、最強のモンスターであるドラゴンで構成された超竜軍団を率いて、堅牢な城塞に守られたリンガイア、世界最強の騎士団を擁するカールといった強国を瞬く間に滅ぼした。
魔王軍に抵抗する勇者ダイこそ、彼の息子だと知ったバランは、テラン王国の竜の神殿でダイと再会する。バランは共に人間を滅ぼそうとダイに持ちかけるも拒まれたため、竜の紋章の共鳴を利用してダイの記憶を消し、強制的に味方につけようとする。記憶を失ったダイをバランに渡すまいとするレオナ達の抵抗を受け、バランは激昂して竜魔人と化す。ポップがメガンテにより命を散らすのを見て記憶を取り戻したダイとの激闘の果てに、バランは息子の成長を認め、その立場を尊重する形で剣を納めた。
ダイとの骨肉の戦いを契機に、バランは魔王軍を離脱する。バランを危険視したバーンは死神キルバーンを差し向けるが、バランは真魔剛竜剣の一閃で容易く撃退する。その際、キルバーンの言葉からバーンの目的が地上界の消滅にあると知ると、当初は単身でバーンの魔宮へ向かい決戦を挑もうとした。
しかし、ハドラー親衛騎団の僧正フェンブレンに襲われるチウを気まぐれで助けた後、ヒュンケルとクロコダインに遭遇する。クロコダインから共に戦うよう説得されるが拒否し、ヒュンケルとの一騎討ちを行うが、ハドラー親衛騎団の女王アルビナスが突如として介入してくる。ヒュンケルが攻撃の標的をアルビナスへ切り替えて撃退したものの、無防備でバランの攻撃を受けたヒュンケルは「二度と戦えない」とバランが述べるほどの重傷を負う。ヒュンケルの覚悟を見たバランは、彼に何を報えばいいのかとクロコダインに問いかけ、ヒュンケルの心意気を汲んで欲しいと懇願される。
その後、彼らの意を汲んだバランは一時的にダイたちの仲間に加わり、ダイと共にバーンパレス（大魔宮）でハドラーと対峙する。戦闘の序盤にハドラーの腹中に黒の核晶（コア）が埋め込まれているのを見つけ、首をはねれば黒の核晶はすぐには作動しないと考えたバランは一騎討ちを仕掛け、秘剣ギガブレイクを放つ。しかし、キルバーンを斬った影響で真魔剛竜剣の切れ味が鈍っていたため、首を切り落とすことができなかった。そのためカウンターを喰らいそうになり、かばったダイがハドラーの地獄の爪（ヘルズクロー）に貫かれ重傷を負ってしまう。
痛みに耐えながら戦うダイの姿を見て覚悟を決めたバランは、催眠呪文でダイを眠らせた後に竜魔人と化し、次元の違う戦闘力でハドラーを圧倒する。バーンの魔力による黒の核晶の爆破指示も阻止するが、ミストバーンが至近距離で黒の核晶に向けて魔力を放ったことで、黒の核晶は作動。バランは黒の核晶の爆発からダイ達を守るために、全竜闘気をドルオーラの要領で放出して爆発の規模を抑えるも、全ての生命力を失ってしまう。最期はダイに対して「私には力も魔力もあったが心がなかった。お前にはそれがある」「強く、強く生きろ」と言い残し、ダイに手を握られて「父さん」と呼ばれながら死んでいった。バランの死に際して、彼の竜の紋章はダイに受け継がれて「双竜紋」となる。死後もその魂はダイと共にあり、バーンとの最終決戦では真魔剛竜剣と共に現れてバーンの弱点をダイに伝え、息子と共に戦った。
スピンオフの『ドラゴンクエスト ダイの大冒険 勇者アバンと獄炎の魔王』では若い頃の姿で登場し、ハドラーがアバンの凍れる時間の秘法によって封印されたことを察知し、自分が出るまでもないと判断したためヴェルザーとの戦いに向かう場面が描かれた。

## 装備
真魔剛竜剣
竜の騎士が代々受け継ぐ、片刃の長剣。柄には竜の頭の意匠が施され、鞘は鱗を思わせる装飾で覆われている。神々が作ったとされる伝説の武器であり、「永久不滅の金属」といわれるオリハルコンでできている。竜の騎士が竜闘気を全開にして戦えば大抵の武器が燃えて朽ちてしまうが、この剣はその絶大な強度により、竜闘気による損傷を一切受けない（作中では、同じくオリハルコン製である「ダイの剣」及び「覇者の剣」も竜闘気に耐えうる数少ない武器とされている）。また、折れたり腐食したりしても時間経過により自然に修復する特性を持つが、完全に修復しないうちは切れ味は落ちてしまう。ロン・ベルクはこの剣を超える剣を作ることを生涯の目標としていたため、ダイが（ロン・ベルク自身の作である）鎧の魔剣を用いてこの剣を折ったと聞いて非常に喜び、彼が「ダイの剣」の製作に協力する端緒となった。
竜の騎士が存在する限り、武器として死ぬことはなく生き続ける。これはダイの剣が「ダイ専用の武器」であることに対して、真魔剛竜剣が「竜の騎士専用の武器」という違いである。
竜の牙（ドラゴンファング）
バランが左眼に片眼鏡のように着用している装飾品。いくつもの小さい刃が連結して、輪を成した形状をしている。これで手を傷つけることが、竜魔人に変身するための儀式となっている。また、接近戦用の武器としても使うことができる。

## 呪文・技
ギガブレイク
『最強剣』の異名を取る、竜騎将バラン最大の必殺剣。上級電撃呪文ギガデインの雷撃を大上段に構えた剣に落として突進、膨大な電気エネルギーを纏った剣を右上段の構えから相手に叩き込む、魔法剣としては最高のものである。ライデインを使った劣化版であれば、ダイも一度使用したことがある。
連載時の公式解説で、竜魔人形態になると威力は倍増するとあったが、劇中では一度も放っていない（ダイとの闘いでは魔法力が足りず、ライデインを使用していた）。バラン自身も「この形態でのギガブレイクの威力は想像がつかない」といっているので、過去にも放ったことはないらしい。バランはこれまでの戦いでは一人に対してこの技を放った時は二度以内で倒しており、この技を二度使って倒せなかったのはクロコダインが初めてであることも明かされた。
ただし弱点はあり、魔法力が尽きるとギガデインを放てないため威力が落ち、魔法が剣に伝わるまでに妨害を受けると技として成立しなくなるため、それをダイに見抜かれて妨害されたため発動できなかったことがある。
竜闘気砲呪文（ドルオーラ）
竜の騎士最大最強の切り札。魔法力により竜闘気を極限まで圧縮して、両手から破壊光線として放つ呪文。その威力たるや一国すら灰燼と化す、戦略兵器級の代物である。闘気圧縮に魔法力を使用しているものの撃ち出すのは竜闘気そのものであるため、マホカンタ等でも反射できない。その余りの威力ゆえに、竜の騎士といえども肉体への反動が大きく、竜魔人状態でなければ使用できないよう無意識下のストッパーがかかっている（ただし、双竜紋状態のダイなら使用可能）。また、魔法力の消耗も激しく、バラン、ダイともに最大2発までしか撃てない。
紋章閃
竜の紋章に竜闘気を集束して、光線として放つ技。軽く放っても敵を貫通する威力があるが、全力で放てば山をも吹き飛ばすという。ダイも使用可能。
竜闘気（ドラゴニックオーラ）
竜の紋章が輝くときに、竜の騎士が全身に纏う生命エネルギーの気流のこと。肉体を鋼鉄のように強化し、あらゆる呪文を跳ね返すなど、絶大な防御能力を有する。また、上述の竜闘気砲呪文や紋章閃のように攻撃にも転用でき、竜闘気で与えたダメージは暗黒闘気のそれと同様、回復呪文でも回復しづらいという特性がある。
このほか、幾つかの回復呪文や催眠呪文ラリホーマなどの補助呪文、ライデインやバギなどの攻撃呪文を使用している。